# ASK Ogre
ASK Ogre byl hokejový klub z Ogre. Klub byl založen roku 2002 a zanikl roku 2009. Jejich domovským stadionem byl Vidzemes ledus halle.